# 鐵達尼號 (四川)
鐵達尼號 (四川)（英語：Romandisea Titanic）是一艘仿製的鐵達尼號複製品，位於中國四川省。該項目由七星能源投資集團投資，計劃將其作為旅遊景點，模擬1912年鐵達尼號的內部裝潢與設施，並作為主題酒店對外開放。  

## 建造背景
2014年，中國企業家蘇紹俊在香港提出打造鐵達尼號複製品的計劃，並於2016年在四川省正式開工。該項目原計劃耗資約10億人民幣，建造一艘長約269米、寬約28米的全尺寸複製版鐵達尼號，停泊於郪江旁。

## 爭議與困難
該項目自啟動以來，便因建造進度緩慢、投資問題以及社會輿論等原因多次延期。部分批評者認為，在中國內陸建造一艘無法航行的鐵達尼號，缺乏實際意義。此外，受全球經濟環境變化與投資問題影響，截至2025年，該船仍未對外開放。